# Кирил V (папа Александрійський)
Кирил V (копт. Ⲡⲁⲡⲁ Ⲁⲃⲃⲁ Ⲕⲩⲣⲓⲗⲗⲟⲩ; бл. 1831 — 7 серпня 1927) — 112-й папа (абба) Александрійський та патріарх усієї Африки при Святому Престолі Святого Марка у 1874—1927 роках. Його керування стало епохою відродження для Коптської православної церкви.

## Життєпис

### Молоді роки
Народився близько 1832 року в Тезменті музафази Бені-Суейф, отримавши ім'я Юханна (Іоан). З раннього дитинства він віддавав перевагу усамітненому життю та аскетизму. 1843 року висвячений на диякона. Невдовзі відправляється доо монастиря Св. Марії (Ель-Суріан) у Ваді-Натрун. Там він стає учнем ігумена Гіргіса Ель-Фара. Коли його батько дізнався, що він перебуває в цьому монастирі, він просить його повернутися додому, але 1850 року Юханна став ченцем в монастирі Паромеос (аль-Барамосі) у Нітрійській пустелі. 1851 року його було висвячено на священника, а 1852 року — обирається настоятелем цього монастиря. 1 листопада 1874 року обирається новим очільником Коптської православної церкви.

### На чолі церкви

#### Конфлікти з Генеральною радою громад
Закріпив свою резиденцію у Коптському православному соборі Св. Марка в Азбакеї в Каїрі. Натомість 1874 року було створено Генеральну раду громади (Ал-Маджліс ал-міллій ал-аамм), офіційно яку було визнано урядом Єгипту 18 травня 1883 року. Згодом папа вступив у суперечку з цим органом, заперечував проти його втручання в церковне керування. Цю справу Кирил V виграв, домігшись відповідного рішення синоду.
Разом з тим вимушен був у 1883 і 1892 роках протистояти спробам світських очільників коптів взяти під контроль церковні фінанси, які лобіювали прийняти відповідних законопроєтів та наказів. Але напрященність щодо цьогоо зберігалася.
Але 1892 року Кирил V заявив, що є єдиним очільником церкви. У відповідь Генеральна рада громад оголосила пров ідсторонення папи від посади і призначення новим папою Афанасія, єпископа Санбо і Каскаса. У відповідь Кирил V забороняє тому служіння, що підтверджує архієрейська рада. Натмоість 31 серпня Генеральна рада громад постановила заслати Кирила V до монастиря. Останній вимушен був підкоритися. Проте більшість духовенства та впливових мірян не сприйняло такі дії. У січні 1893 року Генеральна рада громад скасовує усі постанови, прийняті проти папи, який повертається до Каїру. В результаті Кирил V значно зміцнив авторитет серед коптів та єгипетських урядовців.
1906 року відбулося оновлення Генеральної ради громад, головою якої було обрано Кирила V. Невдовзі останній передав керівництво в раді Бутрусу Абдель-Маліку, настоятелю кафедрального собору Св. Марка в Каїрі. Останній невдовзі вимушен був протистояті гріп в цій раді, яка бажала перебрати на себе управління церковним майном. Також до самої смерті папи йшла боротьба за вплив на суди в громадах, що розглядали питання сімейного права.

#### Відносини з урядами Єгипту і Єфіопії
Мав гарні відносини з єгипетськими урядовцями, чому в значній мірі сприяв копт Бутрос Ґалі, що разом з державними посадами був секретарем Генеральної ради громади. Останній після подій 1892 року, коли він підтримав спочатку Афанасія, а потім приніс покаяння Кирилу V, став активно підтримувати пропозиції папи в розбудові церкви. Скориставшись цим, Кирил V домігся у хедіва Аббаса II дозволу на будівництво нових церков.
У 1881 році негус Йоганнис IV попросив папу висвятити митрополита та 3 єпископів для Ефіопії. Той обрав 4 ченців з монастиря Богоматері (Ель-Мухаррак) в Ель-Кусії. Незважаючи на свій похилий вік, він здійснив пастирську подорож Верхнім Єгиптом і Суданом.
1911 року не був ініціатором, але й не протидіяв скликанню Коптського конгресу — своєрідного з'їзд коптських церковних і світських  представників, — що закликав хедіва Аббаса II забезпечити рівність прав коптів-християн і мусульман.

#### Освітня діяльність
Продовжив роботу, розпочату папою Кирилом IV щодо освітньої реформи. 1875 року заснував Коптську семінарію. У 1880-х роках папа підтримав формування добровільних асоціацій (на кшталт церквоних братств), що відіграли значну роль у кпотському церковному відродженні. Почав формуватися рух «Недільних шкіл», який орієнтувався на сучасні досягнення європейської освіти.
У 1894 році Кирил V заснував духовну школу. Часто відвідував заняття, виступав у бесідах, екзаменував студентів, керував їх практикою. У його час коптські школи були засновані в селах і містах, які в багатьох місцях часто були єдиними школами. 
У 1908 році Маркус Сімайка-паша отримав дозвіл папи на будівництво Коптського музею, який було відкрито 14 березня 1910 року. 1918 року сформовано генеральний комітет з управлінню справами недільних шкіл на чолі із архідияконом Хабібом Гіргісом.
Помер Кирил V 1927 року. Новим папою було обрано Іоана XIX.